# Dortmund-Scharnhorst (stacja kolejowa)
Dortmund-Scharnhorst (niem: Bahnhof Dortmund-Scharnhorst) – stacja kolejowa w Dortmundzie, w kraju związkowym Nadrenia Północna-Westfalia, w Niemczech. Znajduje się na Cöln-Mindener Eisenbahn pomiędzy dzielnicami Alt-Scharnhorst i Brackel, na Flughafenstraße.

## Historia
Podczas budowy dworca Dortmund Hauptbahnhof i obwodnicy towarowej między Scharnhorst i Nette w 1903 roku została zbudowana stacja Scharnhorst, która była przeznaczona dla pracowników kolei. 